# Bishops whitmorei
Bishops — вимерлий рід ссавців ранньої крейди в Австралії. Єдиний зареєстрований вид, Bishops whitmorei, був знайдений на Флет-Рокс, формація Вонтхаггі, штат Вікторія. Рід був названий на честь доктора Баррі Бішопа, колишнього голови Комітету з досліджень і розвідки Національного географічного товариства.

## Додаткова література
- Rich, T. H.; Flannery, T. F.; Trusler, P.; Kool, L.; van Klaveren, N. A. & Vickers-Rich, P. 2001. "A second tribosphenic mammal from the Mesozoic of Australia." Records of the Queen Victoria Museum 110: 1–9.